# Universitat de Tampere
La Universitat de Tampere és una universitat situada a Tampere, Finlàndia. Té aproximadament uns 15.400 alumnes i 2.100 empleats. Va ser fundada l'any 1925 a Hèlsinki per ser una escola cívica, encara que a partir de l'any 1930 era més coneguda com una escola de ciències socials. L'any 1960 la institució es va traslladar a Tampere, i l'any 1966 va ser nomenada oficialment Universitat de Tampere.
La universitat està actualment dividida en sis facultats:
- Facultat de Ciències Econòmiques i Empresarials
- Facultat d'Educació
- Facultat d'Humanitats
- Facultat de Ciències de la Informació
- Facultat de Medicina (parcialment situat al complex hospitalari de TAYS)
- Facultat de Ciències Socials